# Onthophagus pygmaeus
Onthophagus pygmaeus là một loài bọ cánh cứng trong họ Bọ hung (Scarabaeidae).